# Joseph R. Mendelson
Joseph Ralph Mendelson III (* 7. April 1964 in Fort Sill, Oklahoma), auch als Joe Mendelson bekannt, ist ein US-amerikanischer Herpetologe.

## Leben
Mendelson ist das jüngste von vier Kindern von Joseph Ralph Mendelson II und Frances Elizabeth Smith. Ab 1983 studierte er Zoologie an der University of California at Santa Barbara, wo er 1986 den Bachelor of Arts erlangte. 1991 graduierte er an der University of Texas at Arlington unter der Leitung von Jonathan A. Campbell zum Master of Arts in Biologie. 1997 wurde er unter der Leitung von William E. Duellman und Linda Trueb zum Ph.D. an der University of Kansas in Systematik und Ökologie promoviert. Von 1997 bis 2003 war er Assistenzprofessor, von 2003 bis 2004 außerordentlicher Professor und von 2004 bis 2010 Lehrbeauftragter an der Abteilung für Biologie der Utah State University. 
Von 2006 bis 2007 war er Vorstandsmitglied in der Amphibian Specialist Group der IUCN/Species Survival Commission und von 2007 bis 2012 wissenschaftlicher Berater bei der IUCN Amphibian Ark. Von 2011 bis 2013 war er Präsident der Society for the Study of Amphibians and Reptiles  (SSAR) sowie von 2004 bis 2012 Kurator für Herpetologie am Zoo Atlanta. Seit 2010 ist er außerordentlicher Professor an der School of Biology des Georgia Institute of Technology. Seit 2013 ist er Forschungs- und Entwicklungsbeauftragter bei der IUCN Amphibian Ark sowie Leiter der herpetologischen Forschung am Zoo Atlanta.
Mendelsons Projekte konzentrieren sich auf Biodiversitätsstudien in Lateinamerika, auf die Biomechanik, auf die Taxonomie, die Naturgeschichte, die Phylogenese und die Biogeographie von neotropischen Amphibien, auf die Muster und Folgen von Epidemien, die durch die eingeschleppte Amphibienpathogene entstehen, auf Forschungs- und Entwicklungsprogramme zum Amphibienschutz sowie auf die Naturschutzbiologie und die allgemeine Wirbeltierbiologie. 
Mendelson gehört zu den Erstbeschreibern von zwei Reptilienarten und nahezu 40 Amphibienarten, darunter die seit 2016 für ausgestorben gehaltene Froschart Ecnomiohyla rabborum aus Panama.